# Aplastodiscus leucopygius
Aplastodiscus leucopygius är en groddjursart som först beskrevs av Cruz och Peixoto 1985.  Aplastodiscus leucopygius ingår i släktet Aplastodiscus och familjen lövgrodor. IUCN kategoriserar arten globalt som livskraftig. Inga underarter finns listade i Catalogue of Life.

## Bildgalleri

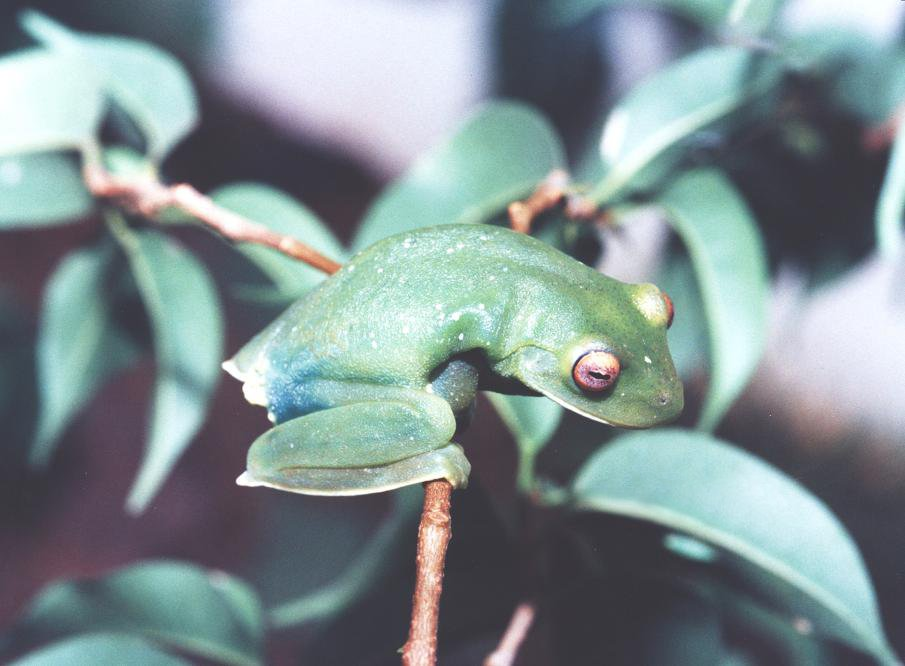
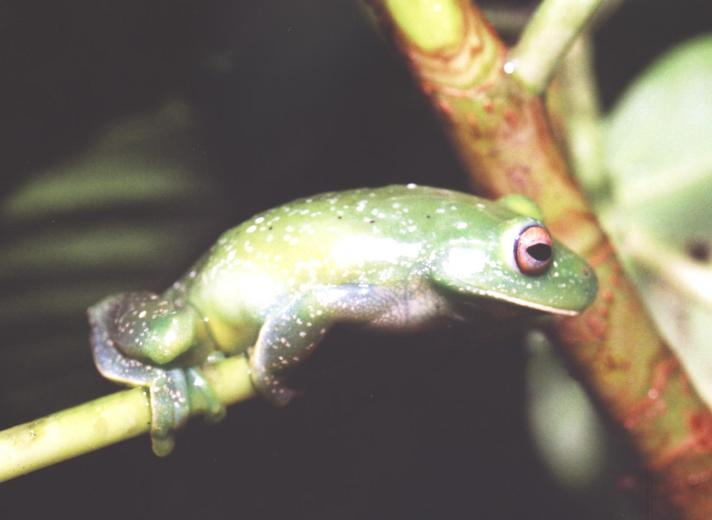
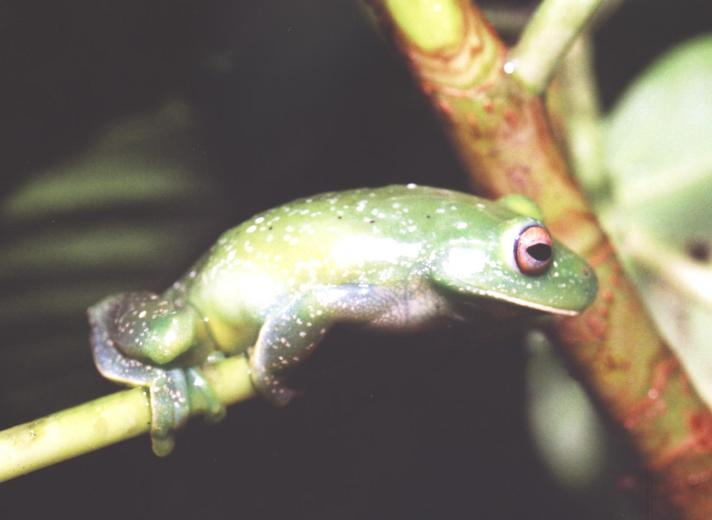
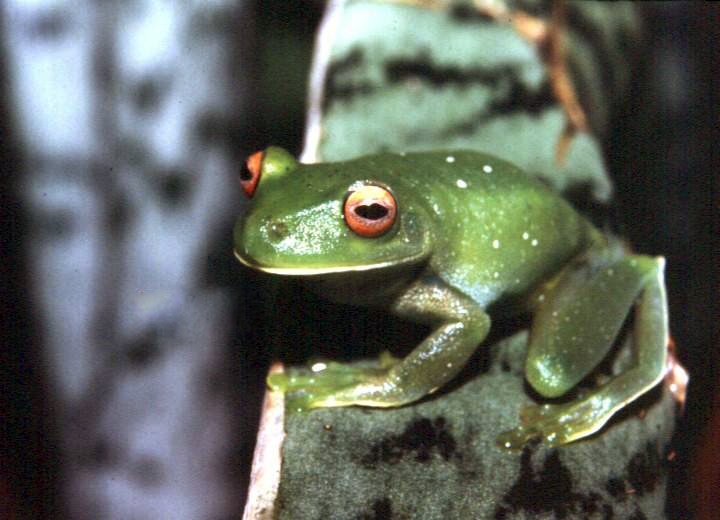